# Şāleḩīyeh
Şāleḩīyeh (persiska: صالحيه) är en ort i Iran.   Den ligger i provinsen Khorasan, i den nordöstra delen av landet, 500 km öster om huvudstaden Teheran. Şāleḩīyeh ligger 819 meter över havet och antalet invånare är 167.
Terrängen runt Şāleḩīyeh är platt söderut, men norrut är den kuperad. Trakten runt Şāleḩīyeh är nära nog obefolkad, med mindre än två invånare per kvadratkilometer. Det finns inga andra samhällen i närheten. Trakten runt Şāleḩīyeh är ofruktbar med lite eller ingen växtlighet.